# Platanthera tipuloides
Platanthera tipuloides är en orkidéart som först beskrevs av Carl von Linné d.y., och fick sitt nu gällande namn av John Lindley. Platanthera tipuloides ingår i släktet nattvioler, och familjen orkidéer.

## Underarter
Arten delas in i följande underarter:
- P. t. behringiana
- P. t. tipuloides